# القاسم (مدينة)
قضاء القاسم هو أحد أقضية العراق في محافظة بابل، استحدث في عام 2019، بعد أن كان ناحية تتبع قضاء الهاشمية، يبلغ عدد سكانها حوالي 350 ألف نسمة، وترتفع 20 عشرين متراً عن مستوى سطح البحر ، سميت بالقاسم نسبة لمرقد الامام القاسم بن الإمام موسى الكاظم(ع), يوجد فيها جامعة القاسم الخضراء للعلوم الزراعية، وهي جامعة حكومية في طور النمو والتوسع.

## التسمية
القاسم أو اسمها الآرامي القديم الذي يُكتب بعدة صيغ مثل سورى أو بالألف المدودة: سورا وفي صيغة ثالثة صورى أما الاسم الذي اشتهرت به هو مدينة القاسم لاحتوائها على مرقد القاسم بن الإمام موسى الكاظم.

## موقعها
تقع المدينة على نهر الفرات وتبعد 35 كيلومترا عن الحلة مركز محافظة بابل، و140 كيلومترا عن العاصمة بغداد، تحده من الشمال والشمال الشرقي قضاء الهاشمية، ومن الغرب الحلة، ومن الجنوب الغربي محافظة النجف، ومن الجنوب والجنوب الشرقي محافظة الديوانية.

## المقاطعات
يتكون قضاء القاسم من 35 مقاطعة، ومركزه مدينة القاسم.
| اسم الناحية       | مساحتها | سكانها | عدد مقاطعاتها |
| مركز قضاء القاسم  |         |        |               |
| ناحية الابراهيمية |         |        | 16            |
| ناحية الطليعة     |         |        | 11            |

## اقتصادها
يشتهر قضاء القاسم بالمناطق الزراعية المحيطة بهِ، التي تنتج محاصيل عديدة مثل البامية والخيار والباذنجان وبدرجة أقل من العنب والتين. كما تعتبر سوقاً مهماً لتجارة الماشية وهي من المدن السياحية، كما انها تحتوي على عدد كبير من الجداول والأنهار التي تمر من وسط المدينة.

## معاناة المدينة
عانت المدينة أثناء حكم النظام السابق «حكم صدام» من الإهمال وكانت واحدة من بين مدن قليلة لم يقم بزيارتها صدام لسمعتها كمدينة معارضة للنظام. ففي أيام الانتفاضة الشعبانية عام 1991 م كان أغلب اهالي مدينة القاسم من ضمن الذين حملوا لواء الانتفاضة وحاربوا النظام، وبعد أن سيطر النظام على المدينة بعد قمع الانتفاضة قام بالإعدامات والتعذيب لأهالي المدينة حيث قامت أجهزة نظامه بزج كل من تقع عليه ايديهم من أبناء المنطقة إلى مقابر جماعية ولم يعلم الأهالي مصير ابنائهم الأ بعد السقوط عام 2003. ومن جملة حملات الإعدام التي شنها النظام السابق عام 1981 و1982 و1983 هو اعدام نخبة من المثقفين وعلماء الدين من بينهم العلامة اية الله السيد محمد تقي الجلالي والشيخ عبد الزهرة الطائي.

## سكان مدينة القاسم
ينقسم أبناء مدينة القاسم إلى قسم المدنيين الذين يسكنون في المدينة ويمتهنون التجارة أو يزاولون الوظائف الحكومية أو الأهلية غالبا، وقسم الفلاحين الذين يسكنون في ضواحي المدينة الذين يمتهنون الزراعة أو يسكنون في القرى ويعملون في وظائف متفرقة. أبناء المدينة جاءوا غالبا مهاجرين من مناطق أخرى واستقروا فيها إلا أن توسع المدينة بعد الثورة العراقية التي أطاحت بالملكية خاصة ساهم في هجرة الكثير من أبناء الأرياف للانتقال إلى المدينة والعيش هناك.
وقد شهد عدد سكان المدينة ازديادا ملحوظا أثناء الحرب العراقية الإيرانية بسبب قدوم بضعة آلاف من النازحين عن البصرة إلى المدينة والسكن فيها هربا من الحرب التي كانت هناك، والتي كانت تعتبر بمثابة جبهة حرب. ورغم عودة بعضهم إلى ديارها بعد أنتهاء الحرب، إلا أن كثيرين اختاروا السكن فيها، ومن الشخصيات المعروفة في المدينة هو الملحن العراقي «كوكب حمزة» الذي لحن من وحيها أغاني لا تنسى مثل أغنية «القنطرة بعيدة» وأغنية «ياطيور الطايرة» في السبعينات من القرن العشرين. وكذلك المطرب الريفي «مظفر عبادي».

## معالمها
وطبعا لا يمكن الحديث عن القاسم دون ذكر مرقد الإمام القاسم الذي اكتسبت المدينة اسمها منه وهو أخو الإمام الرضا (ثامن أئمة الشيعة والمدفون في طوس أو مشهد بإيران) وابن الإمام موسى الكاظم (سابع الأئمة والمدفون في الكاظمية ببغداد) وجاء إلى المدينة بعد اضطهاد العباسيين له وللشيعة أثناء حكم هارون الرشيد وتزوج إحدى بنات شيخ المدينة آنذاك وعندما مات دفن هناك ليظل قبره قبلة للكثير من المؤمنين الشيعة من كل أنحاء العراق والعالم الإسلامي.
وتوجد في مدينة القاسم العديد من المعالم الحضارية البارزة 
ومنها مدرسة القاسم الدينية التي أسسها السيد الجلالي 
وبعد سقوط النظام ظهرت العديد من المؤسسات التي لها الدور البارز في نشر الوعي الثقافي للمدينة ومنها
1. مؤسسة شهيد المحراب 
2.مؤسسة الشهيدين الجلالي والفتلاوي 
3.مؤسسة العقيلة لرعاية الايتام
4.مؤسسة النبا الثقافية 
5.مؤسسة الغدير للثقافة والإرشاد
تبدلت اتجاهات المدينة السياسية والفكرية مراراً خلال القرن العشرين فقد كانت أحد الأماكن التي شاركت بفاعلية في ثورة العشرين في العراق ثم تحوّلت إلى مدينة مهمة للشيوعيين منذ الخمسينات وحتى السبعينات من القرن الماضي، إلا أنها واعتباراً من الثمانينات شهدت نشاطاً ملحوظاً للإسلاميين ولحزب الدعوة على وجه التحديد. وتم اعتقال العشرات وربما المئات من رجال المدينة الشباب أثناء الحملة على المنتمين أو المشكوك بانتمائهم إلى حزب الدعوة في الثمانينات. ورغم الشعبية والقبول الذي حظي به الإسلام السياسي إلا أن التيار الصدري لم يستطع الحصول على شعبية فيها سواء في زمن صدام حسين أو حتى بعد إسقاطه. على العكس من النجاح التقليدي للحوزة الشيعية التقليدية ممثلة بـ علي السيستاني والخوئي من قبله والتي ما زالت لها الكلمة الأولى في النشاط الديني للمدينة.

## موقف الشيعة
يحتفظ المسلمون الشيعة في أدبياتهم -خصوصاً سكان هذه الناحية- بقصص عن الإمام القاسم ومكانته والكرامات التي حصلت في مرقده، حتى أصبح من المعروف جداً أن هذه المنطقة آمنة يقصدها الغرباء للعيش فيها بأمان. وقد كتب في ذلك أحد الشعراء قصيدة هي الآن منقوشة بالذهب على ضريح القاسم تقول بعض أبياتها الأولى:
| القاسم (مدينة) | إن شئتَ أن تحيا وعيشك ناعمُ.... فاقصدْ ضريحاً حلّ فيه القاسمُ فيه تُحلّ المشكلات فقبرهُ.... كالبيت، في زوّاره متزاحمُ تقضى به الحاجات وهي عويصة.... ويردّ عنك السوء وهو مهاجم مَن كابن موسى نال مجداً في الورى.... ؟؟؟؟؟ ؟؟؟؟ ؟؟؟ ؟؟؟؟؟؟؟ مَن جدّهُ خيرُ الأنام محمد.... من أمهُ أم الكواكب فاطمُ | القاسم (مدينة) |

ولعل من المعلوم عند البعض أن المسلمين الشيعة يقولون باستحباب وفضل زيارة الإمام الرضا في إيران والتبرك به وما لذلك من الثواب واستجابة الدعاء في حضرته، ولما كان كثير منهم لا يسعهم أن يذهبوا لزيارته فهم يقصدون أخاه القاسم لورود رواية موثوقة عن الإمام الرضا يقول فيها:((من لم يتمكن من زيارتي لبُعد مسافتي فعليه بزيارة أخي القاسم)) . كما أن هناك رواية تقول أن أباه الكاظم كان يفضله على سائر أبنائه، وقد ورد عنه قوله: لو كان الأمر بيدي (أي أمر الإمامة) لجعلته في القاسم لشدة حبّي إياه.
جدير بالذكر أن قبة ضخمة من الذهب تحيط بها منارتان تعلو مرقد الإمام القاسم شأنها شأن القباب الذهبية الأخرى على الأضرحة الشيعية في العراق.
وللتوثيق التاريخي فإن إنشاءات وترميمات كثيرة جرت على هذا المرقد كان آخرها البناء في وضعه الحالي والذي أنشئ في أواخر القرن الثالث الهجري، وبنيَ الصندوق المصنوع من الفضة على نفقة الشيخ خزعل الكعبي أمير محافظة خوزستان، وقد أرّخ لذلك (وفقاً لحساب الجُمل) ببتين من الشعر هما:
| القاسم (مدينة) | شـاد أبــو المـعزّ عز قدرُه..... خيرَ ضريحٍ لابن موسـى الكاظم إن فاخـرَ الضرّاح في تاريخه..... فأرخوه | القاسم (مدينة) |

فضــريح الـقاســم اعتباراً من أواسط الثمانينات حصلت زيادة في أعداد سكان المدينة بسبب إقبال أعداد كبيرة جداً من المواطنين العراقيين من البصرة للسكن فيها بسبب ظروف الحرب مع إيران التي دخلت الحرب العراقية الإيرانية مرحلة خطيرة وجدية من تبادل قصف المدن، ولم يعد كثير منهم إلى مدينتهم حتى بعد انتهاء الحرب، إذ ساهم ذلك في ازدياد عدد ونمو السكان في هذه الناحية بدرجة ملحوظة (ارتفع العدد من 77 ألفاً في عام 1987 إلى حوالي 120 ألفاً حالياً، مع ملاحظة أن الأرقام غير دقيقة).

## ذكرها في التاريخ
ولعل مما يجدر الإشارة إليه هو أن المؤرخ الكبير ياقوت الحموي قد ذكر (خطأً) في معجم البلدان أن القاسم بن موسى الكاظم مدفون في مدينة شوش وإلى جواره مرقد نبي الله ذي الكفل أو حزقيل! وقد صحح ذلك العلامة الجليل محمد حرز الدين في (مراقد المعارف) إذ ذكر مستنداً إلى جمال الدين أحمد بن علي الحسني المعروف بابن عنبة في (عمدة الطالب في أنساب آل أبي طالب) أن القاسم المدفون هناك هو القاسم بن العباس بن موسى بن جعفر، كما أن شوشة تلك والتي تضم مرقد ذي الكفل هي من نواحي الكوفة أو توابع محافظة النجف وليست محافظة بابل.